# Hazugságok harminc körül
A Hazugságok harminc körül egy 2013-as Isten Háta Mögött EP. A felvételek a Supersize Recording stúdióban készültek.

## Az album dalai
1. Vízöntő
2. Medúza
3. Kérész
4. Eredetileg

## Közreműködők
- Pálinkás Tamás – gitár, ének
- Egyedi Péter – basszusgitár, vokál
- Hortobágyi László – dob
- Sándor Dániel – billentyű